# Sangalkam
Sangalkam is een arrondissement en gemeente in het departement Rufisque in de regio Dakar in Senegal. Sangalkam ligt circa 30 km van de stad Dakar en heeft ruim 13.000 inwoners. Het zoutmeer Roze Meer of Lac Rose ligt binnen de gemeente.

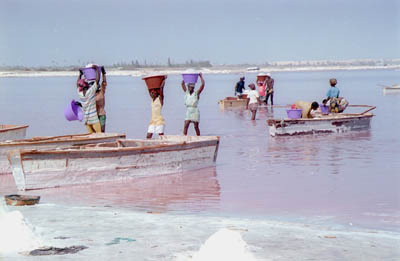
Lac Rose
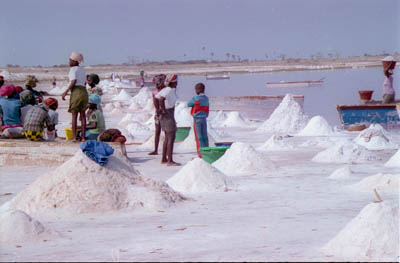